# Révolution de Quito
 (octobre 2024).
Le processus révolutionnaire de Quito connu sous le nom de révolution de Quito a été une série d'événements qui se sont produits entre 1809 et 1812 sur le territoire de la Real Audiencia de Quito, qui sont considérés comme le germe des mouvements indépendantistes qui ont fini par former l'actuelle Équateur. Il est composé des chapitres historiques connus sous le nom du premier cri d'indépendance, le massacre du 2 août 1810 finira par organiser le deuxième conseil du gouvernement et l'État de Quito qui mènera à la révolution nationale de Quito avec ses principaux révolutionnaires considérés par les Équatoriens des héros de la nation:                  

## Antécédents
La ville de Quito, en tant que capitale de la présidence homonyme et de la Real Audiencia, avait été le théâtre de plusieurs révoltes et soulèvements politiques contre les Espagnols, communément appelés chapetones, pendant une grande partie de la domination coloniale. En 1592, les habitants de Quito se sont soulevés dans la soi-disant révolution des Alcabalas, provoquée par les taxes douanières qui venaient d'être approuvées. Une autre émeute connue sous le nom de révolution des Estancos a eu lieu en 1765 pour des raisons similaires. Pour sa part, la population indigène a également joué le rôle principal dans diverses émeutes contre la Couronne au cours des siècles.
L'invasion napoléonienne de l'Espagne et l'abdication consécutive du roi Charles IV en faveur de son fils Ferdinand VII, qui à son tour abdique en faveur de l'empereur français Napoléon Ier, crée le chaos et la confusion en Espagne et dans ses colonies à partir de 1808. Les Bourbons se rendent à Napoléon après l'entrevue de Bayonne, le peuple de Madrid se soulève et, dans toute l'Espagne, des juntes se forment, des gouvernements populaires locaux qui prétendent défendre leur pays et leur roi.
Le Conseil suprême central, qui gouverna au nom de Ferdinand VII, fonctionna à partir de septembre 1808 à Aranjuez et à Séville, déclara en janvier 1809 que les colonies américaines faisaient partie de la nation espagnole, laissant place, sans s'en rendre compte, à la possibilité que des conseils ont été formés en Amérique. Ce même Conseil, cependant, montrerait sa préoccupation pour les mouvements d'indépendance naissants et ordonnerait leur répression avec la même méchanceté que le roi Ferdinand VII ferait plus tard après son retour sur le trône en 1813. Cependant, les Conseils d'administration d'Amérique allumeraient la mèche d'indépendance dans toute la région. 

## Première junte du gouvernement (1809)
La première junte de gouvernement autonome était un gouvernement exécutif qui a été créé sur le territoire de la présidence de Quito à la suite de l'invasion napoléonienne de l'Espagne, et qui a commencé le processus révolutionnaire qui durera jusqu'en 1812. Cette révolution a eu lieu dans la ville de Quito le 10 août 1809, après le renversement de Manuel Ruiz Urriés de Castilla y Pujadas, 1er comte de Ruiz de Castilla, président de la Cour royale de Quito, par un groupe de rebelles qui formèrent un conseil de gouvernement provisoire. Cet événement est connu en Équateur et dans d'autres pays de la région comme le premier cri de l'indépendance hispano-américaine, car il a marqué le début du processus d'émancipation en Amérique latine. De plus, les responsables de cet événement sont connus sous le nom de patriotes du 10 août 1809. Parmi les participants à la sonada, 32 ont fini par être emprisonnés puis tués sur ordre de Ruiz de Castilla lors de la mutinerie du 2 août 1810.

## 10 août
Le matin du 10 août 1809, les patriotes surprennent les commandants espagnols de la garnison de Quito et assiègent le Palais Royal, actuel Palacio de Carondelet, afin de livrer le comte Ruiz de Castilla, qui était le président de l'Audience Royale, le bureau par lequel il avait été démis de ses fonctions. Le soutien des 177 soldats de la garnison coloniale a été la clé du triomphe de la révolte, puisqu'ils l'ont rejointe sans affrontements armés. Les troupes se sont formées sur la Plaza de la Independencia, sous le commandement de Salinas, vers cinq heures du matin.
Selon l'historien Pedro Fermín Cevallos, le Dr Antonio Ante s'est présenté au Palais Royal avant six heures du matin et a exigé que le président de la Cour Royale soit réveillé, pour remettre la lettre officielle suivante : 
« L'état actuel d'incertitude dans lequel l'Espagne est plongée, l'anéantissement total de toutes les autorités légalement constituées, et les dangers auxquels la personne et les biens de notre bien-aimé Ferdinand VII sont exposés pour tomber sous le pouvoir du tyran de l'Europe, Ils ont déterminé nos frères à la présidence à former des gouvernements provisoires pour leur sécurité personnelle, à se libérer des machinations de certains de leurs compatriotes perfides indignes du nom espagnol, et à se défendre contre l'ennemi commun. Les fidèles habitants de Quito, imitant leur exemple et Résolus à conserver cette partie de leur royaume pour leur Roi légitime et seigneur souverain, ils ont également établi un Conseil Souverain dans cette ville de San Francisco de Quito, au nom duquel et par ordre de S.E. le Président, j'ai l'honneur de communiquer aux États-Unis que les fonctions des membres de l'ancien gouvernement ont cessé.- Dieu, etc.- Salle du Conseil à Quito, le 10 août 1809.- Juan de Dios Morales, secrétaire fleuve de l'intérieur" Cette prétendue démonstration de fidélité au roi est une stratégie connue sous le nom de masque de Ferdinand VII, qui était une stratégie militaire dans laquelle la loyauté était censée être jurée au roi, mais avait pour seul but d'atteindre l'autonomie sans crainte de représailles. La révolution exécutée le 10 août 1809 ne laisse aucun doute sur le caractère autonomiste et libérateur du mouvement patriote. Mais en même temps, il ne faisait aucun doute non plus que le mouvement de ces créoles patriotes s'inspirait de la pensée des Lumières insufflée par Eugenio Espejo (1747-1795) et que, surtout, en s'appropriant le principe de la souveraineté populaire et de représentation du peuple, a exécuté un acte révolutionnaire qui, finalement, a mobilisé un projet autonomiste ».
La liesse populaire a été immense, soulignée par Pedro Fermín Cevallos : « À six heures du matin, on a vu qu'un grand rassemblement d'hommes se formait sur la place principale, devant le Palais du Gouvernement, et très vite une longue décharge d'artillerie s'est fait entendre, des sonneries de cloche et le joyeux remue-ménage de acclamations et musique martiale ».
La junte souveraine de Quito a ensuite été formée sous la direction de Juan Pío Montúfar, marquis de Selva Alegre ; qui a pris possession de l'administration de la Cour dans la salle capitulaire de San Agustín, le 16 août.

Compte tenu de son âge et du fait qu'il vivait au Palais Royal, Ruiz de Castilla a été autorisé à y séjourner, mais Pedro Fermín Cevallos souligne l'emprisonnement des fonctionnaires coloniaux suivants : "Le régent de la cour royale, Bustillos ; le conseiller général, Mansanos ; le marchand Oidor, le percepteur décimal, Sáenz de Vergara ; le commandant Villaespeso, l'administrateur des postes, Vergara Gabiria et quelques soldats suspects, bien que peu nombreux."